# Agrotis nigriorbis
Agrotis nigriorbis là một loài bướm đêm trong họ Noctuidae.